# Vitali Gussev
Vitali Gussev (* 16. März 1983 in Tartu, Estnische SSR, Sowjetunion) ist ein estnischer ehemaliger Fußballspieler.

## Karriere
Gussev begann seine Karriere in seiner Heimatstadt beim JK Tammeka Tartu. Im Laufe der Jahre wechselte er fast jede Saison den Verein, unter anderem ging er auch nach Schweden zu Trelleborgs FF und Enköpings SK. Anfang 2009 wechselte er zum FC Levadia Tallinn, wo er die Meisterschaft 2009 gewinnen konnte. Sein Debüt für die Nationalmannschaft Estland bestritt er am 29. Mai 2009 gegen Wales in einem Freundschaftsspiel. Es blieb sein einziger Einsatz. Anfang 2010 verpflichtete ihn der rumänische Erstligist Astra Giurgiu. Dort kam er meist nur von der Ersatzbank zum Zuge. In der Saison 2010/11 wurde er nicht berücksichtigt. Anschließend wurde sein Vertrag aufgelöst und Gussev war ein halbes Jahr ohne Klub, bevor er Anfang 2012 bei Trans Narva anheuerte. In den Jahren 2012 und 2013 war er ohne Verein. Anfang 2014 schloss er sich Zweitligist Kiviõli Tamme Auto an, bevor er Anfang 2016 bei Maardu Linnameeskond anheuerte. Dort verpasste er zunächst zweimal mit seinem Team in der Relegation den Aufstieg, ehe er seine Mannschaft im Jahr 2018 mit 43 Toren in die Meistriliiga schoss. Er musste jedoch umgehend wieder absteigen. 2018 und 2021 konnte die Mannschaft mit Gussev den Aufstieg wiederholen. Im Anschluss an den dritten beendete er seine Karriere.

## Familie
Vitali Gussev ist der ältere Bruder von Vladislav Gussev.